# Edmund Happold
Sir Edmund Happold, né le 8 novembre 1930 à Leeds, Yorkshire de l'Ouest et mort le 12 janvier 1996 à Bath, mieux connu sous le nom Ted Happold, est un ingénieur et architecte anglais, fondateur en 1976 du bureau d'études Buro Happold.
Il a participé à de nombreux projets dont le Centre national d'art et de culture Georges-Pompidou.

## Distinctions
Il a reçu la Guthrie Brown Medal en 1970, la médaille Eiffel de l'École centrale de Paris, la médaille Kerensky de l'International Association for Bridge and Structural design, et la médaille d'or de IStructE en 1991.

Il a été anobli en 1994, pour « services rendus à l'ingénierie, l'architecture et l'éducation ».